# Universidad San Sebastián
La Universidad San Sebastián (USS) és una universitat privada amb seu a les ciutats de Santiago, Concepción, Puerto Montt, Valdivia i Osorno. Va ser fundada el 1989 i reconeguda per l'estat el 2001. Té facultats d'arquitectura i art, ciències de l'educació, ciències de la salut, ciències socials, dret, economia i negocis, infermeria, enginyeria i tecnologia, medicina i biociències, medicina veterinària, odontologia, psicologia. El 2009, USS té 16.000 estudiants.